# Börzow
Börzow è una località del comune di Stepenitztal del Meclemburgo-Pomerania Anteriore, in Germania.
Appartiene al circondario (Kreis) del Meclemburgo Nordoccidentale (targa NWM) ed è parte della comunità amministrativa (Amt) di Grevesmühlen-Land.
Già comune autonomo, il 25 maggio del 2014 è stato accorpato al comune di Stepenitztal.